# Мандаганов, Юрий Ендонович
Юрий Ендонович Мандаганов (род. 6 сентября 1947 года, Закаменск, Бурят-Монгольская АССР, РСФСР, СССР) — советский и российский художник, член-корреспондент РАХ (2022).

## Биография
Родился 6 сентября 1947 года в городе Закаменск Бурятской АССР, живёт и работает в Улан-Удэ.
В 1968 году — окончил Иркутское училище искусств, в 1974 году — окончил МВХПУ.
В 2019 году — избран почётным членом, а в 2022 году — членом-корреспондентом Российской академии художеств.

## Творческая деятельность
Крупнейший мастер флорентийской мозаики в регионе Сибири и Дальнего Востока.
Автор множества произведений в технике флорентийской мозаики, в том числе:

в области монументально-декоративного искусства:
- панно для Бурятского академического театра драмы имени X. Намсараева («Истоки театра», Улан-Удэ, 2011);
- панно для медицинского центра «Диамед» («Материнство», Улан-Удэ, 2012);
- панно для вестибюля железнодорожного вокзала (г. Улан-Удэ, 2018).

в области станковой живописи:
- «Буха-Нойон» (2002);
- «Праздник моего детства» (2003);
- «Принцесса» (2004);
- «Тихая мелодия» (2008, ГТГ);
- «Кочевница» (2008, ГТГ);
- «Воспоминания о Наян-Наваа» (2009, Государственный музей Востока);
- «Всадница-меркитка» (2009);
- «Актриса с черепашкой» (2010, ММСИ);
- «Бурятская мадонна» (2014);

в области графики:
- «Колесо времени» (1999 бумага, темпера);
- «Поэт» (2007, бумага, темпера);
- «Весна в степи» (2011, бумага, смешанная техника);
- «Моя юность» (2015, картон, гуашь);
- «Девушка из глянца» (2015, картон, гуашь);
- «Дама с собачкой, 1937» (2015, картон, гуашь);
- «Царица» (2015, картон, гуашь);
- «Мечтатель» (2015, карт, темпера);
- «Премьера, театр» (2015, карт, гуашь).

Автор произведений скульптуры, декоративно-прикладного искусства, инсталляций.
Участник российских, международных выставок с 2007 года.
Произведения хранятся в собраниях: Государственной Третьяковской галереи, Государственном музее Востока, Московском музее современного искусства, в российско-французской галерее «Les Oreades» (Москва); в музее-институте Н. И. Фешина (Таос, США), в фондах Министерства культуры Российской Федерации, в Государственном музейно-выставочном центре РОСИЗО (г. Москва), в музейных собраниях различных городов России.

## Награды
- Заслуженный художник Республики Бурятия (1993)
- Народный художник Республики Бурятия (1998)
- Заслуженный художник Российской Федерации (2007)
- Заслуженный работник культуры Монголии (2015)
- Диплом Союза художников России (2001)
- Премия Министерства культуры имени Ц. Сампилова (2005)
- Государственная премия Республики Бурятия (2010)
- Золотая медаль Союза художников России (2012)
- медаль в память 400-летия Дома Романовых (2014)
- золотая медаль Союза художников России (2016)
- медаль ордена «За заслуги перед Отечеством» II степени (2019)

Награды РАХ
- Благодарность Российской академии художеств (2007)
- Медаль «Шувалов» (2012)